# Бальзамориза
Бальзамориза (лат. Balsamorhiza) — род растений семейства Астровые, входит в трибу Подсолнечниковые.

## Ареал
Родиной бальзаморизов является Северная Америка.

## Описание
Растения этого рода имеют мясистые стержневые корни и стебли.

## Использование
Коренные американцы использовали липкий сок этих растений как антисептик для небольших ран. Из корней растений вида Balsamorhiza sagittata индейцы делали муку. Корни бальзоморизов съедобны, имеют горький вкус.
Растения данного рода растут на склонах гор и лугах на западе Северной Америки. Бальзоморизы легко перепутать с растениями рода Wyethia.

## Виды
По информации базы данных The Plant List, род включает 15 видов:
- Balsamorhiza × bonseri (St.John) H.St.John
- Balsamorhiza careyana A.Gray
- Balsamorhiza deltoidea Nutt.
- Balsamorhiza hispidula W.M.Sharp
- Balsamorhiza hookeri (Hook.) Nutt.
- Balsamorhiza incana Nutt.
- Balsamorhiza lanata (W.M.Sharp) W.A.Weber
- Balsamorhiza macrolepis W.M.Sharp
- Balsamorhiza macrophylla Nutt.
- Balsamorhiza rosea A.Nelson & J.F.Macbr.
- Balsamorhiza sagittata (Pursh) Nutt.
- Balsamorhiza sericea W.A.Weber
- Balsamorhiza serrata A.Nelson & J.F.Macbr.
- Balsamorhiza terebinthacea (Hook.) Nutt.
- Balsamorhiza × tomentosa (Rydb.) Rydb.